# Christian Joseph Zuber

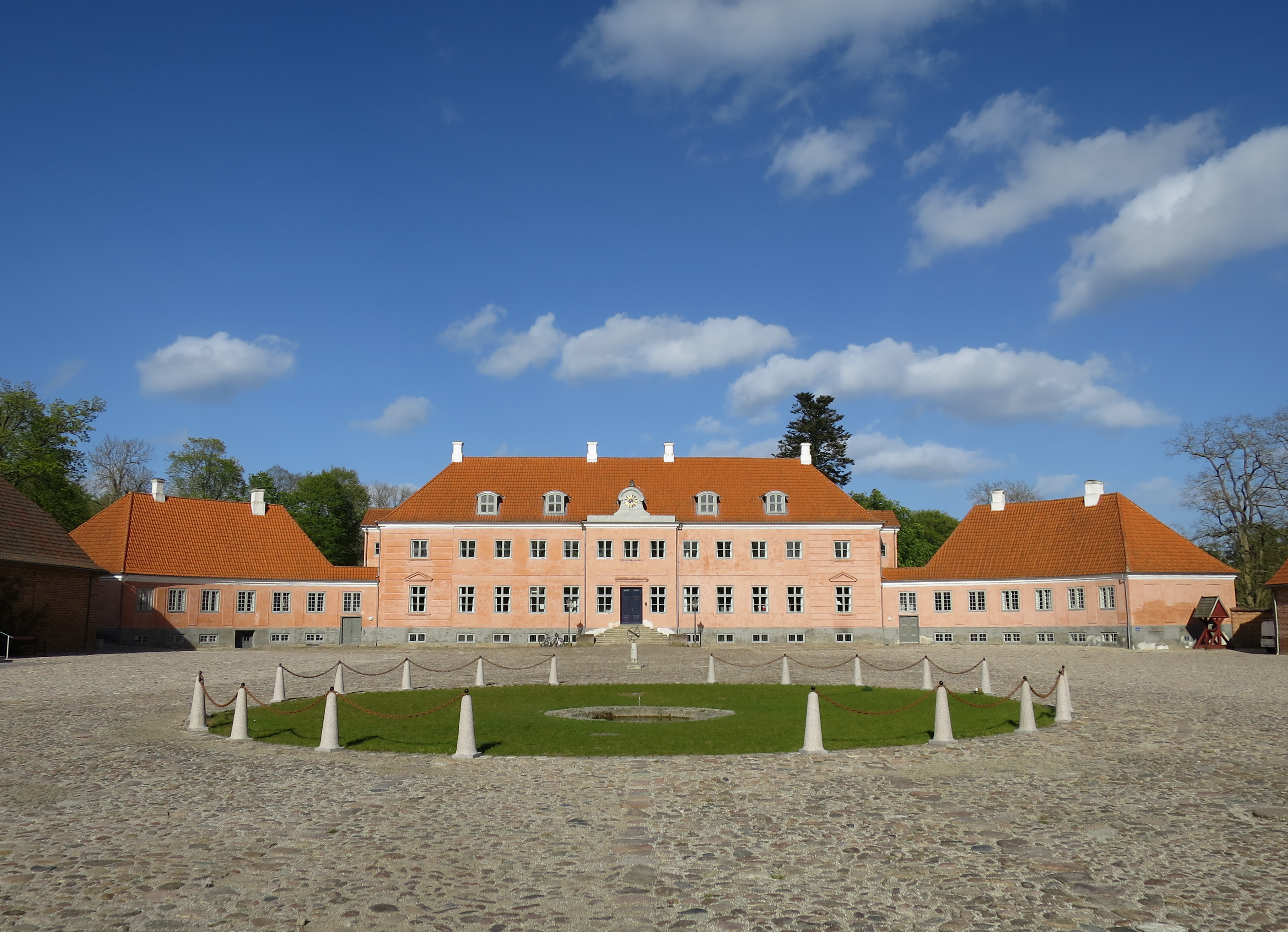
Edificio principal de la mansión Moesgård

Christian Joseph Zuber (11 de enero de 1736 - 16 de septiembre de 1802) fue un arquitecto real danés muy influido por Nicolas-Henri Jardin.  

## Primeros años
Tras terminar la escuela primaria, Zuber asistió a la Academia Imperial de Ingeniería de Viena y, a partir de 1759, a la Real Academia Danesa de Bellas Artes de Copenhague, donde recibió la gran medalla de plata en 1761 y la gran medalla de oro por el diseño de un cuartel con capacidad para 10 000 hombres en 1762.

## Carrera
Entre 1760 y 1762 trabajó con Nicolas-Henri Jardin en la construcción del Marienlyst Castle, en Helsingør, y, desde 1773, en la de Glorup Manor, en la isla de Fionia. Entre 1766 y 1772, gracias a una beca de la Academia, viajó por Francia, Italia y Austria. A su regreso, construyó la mansión Moesgård, cerca de Aarhus (1776-1778), y la mansión Rosenfeldt, cerca de Vordingborg, ambas obras claramente influenciadas por Jardin. Rosenfeldt se considera su mejor obra. Sus edificios tienen un tono barroco, pero quedó eclipsado por el estilo más moderno de Caspar Frederik Harsdorff.

## Canon cultural
Zuber aparece en el canon cultural danés junto con Jardin en relación con la reconstrucción de la mansión Glorup (1773-1775). 